# Nagari Matua Hilia
Nagari Matua Hilia is een bestuurslaag in het regentschap Agam van de provincie West-Sumatra, Indonesië. Nagari Matua Hilia telt 3174 inwoners (volkstelling 2010).